# غبيرة مفصلية

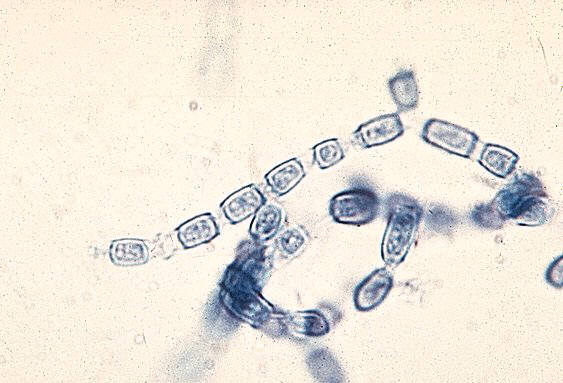
غبيرات مفصلية للكروانية اللدودة

الغبيرات المفصلية (بالإنجليزية: Arthroconidia)‏ هي نوع من الأبواغ الفطرية، وتتكون عادة من انقسام خيط فطري موجود سابقا.
يعد هذا النوع من الأبواغ وسيلة تكاثر لاجنسي لكنها عادة ليست طويلة الأمد وغير مقاومة للظروف المحيطة، مثلا الأبواغ الداخلية البكتيرية والأبواغ المتدثرة [الإنجليزية].
من الأمراض التي تسببها عوامل مسببة للأمراض وتنتقل بواسطة الغبيرات المفصلية الكروانية اللدودة والكروانية البوساداسيةالمسببتان لحمى الصحراء.
يسمح الحجم الصغير للغبيرات المفصلية (3 إلى 5 ميكرومتر) بالاستقرار في القصيبات التنفسية الطرفية في الرئتين، حيث تنمو هناك وتكون أبواغا داخلية وقيحا والتهابا.